# Wielka Pustynia Słona (Iran)
Wielka Pustynia Słona, Dasht-e Kavīr (pers. ‏دشت كوير‎), znana także pod nazwą Kavīr-e Namak – słona pustynia leżąca na Wyżynie Irańskiej o długości około 800 km i szerokości do 320 km oraz powierzchni 77 600 km².
Ma pylisty i piaszczysty charakter. Panuje na niej klimat podzwrotnikowy, wybitnie suchy. W obniżeniach występują słone bagna (takyry). Na zachodzie leży wysychające jezioro Namak. Od północy pustynia styka się z górami Elburs.
Pod względem administracyjnym, teren Wielkiej Pustyni Słonej podzielony jest pomiędzy pięć ostanów: Semnan, Chorasan-e Razawi, Jazd, Isfahan i Teheran.
Zachodni kraniec pustyni stanowi Park Narodowy Kavir obejmujący jezioro Namak o powierzchni 400 000 ha. Na jego terenie znajduje się jedno z ostatnich siedlisk geparda azjatyckiego.